# Beskydning
Beskydning er en (passiv) handling, som går ud på at en modtager får en eller flere løse genstande skudt, slynget eller kastet i sin retning. Hvis modtageren ikke er beskyttet eller foretager en undvigelsesmanøvre, vil vedkommende blive ramt, eventuelt med skade til følge. Den eller det der forårsager beskydningen, er i reglen, men ikke nødvendigvis, en bevidst modstander.
Beskydning kan have karakter af leg (snebolde, vandballoner, vand (fx fra vandpistoler)), protest (æg, tomater, flasker) eller kamp (pile, boomeranger, kastespyd, kanonkugler, kugler, projektiler). Den arketypiske beskydning varierer med tid og sted, således vil en påstand om at De kom under kraftig beskydning i én kulturel kontekst kunne opfattes som De blev beskudt med flitsbuer, og i en anden som De blev beskudt med pistoler. Det kan også forstås i en overført betydning – ministeren kom under kraftig beskydning i folketingssalen. 
Endelig kan beskydning også ses fra aktørens perspektiv, dvs. som en aktiv handling. De situationer vil man dog typisk beskrive med andre ord, såsom skydning, kasten med snebolde osv.